# Shall we ダンス?
『Shall we ダンス?』（シャル ウィ ダンス？）は、1996年の日本のロマンティックコメディドラマ映画。周防正行が監督・脚本を務め、役所広司、草刈民代、原日出子、竹中直人、田口浩正らが出演する。

## 概要
社交ダンス教室を舞台としたハートフルコメディ。日本アカデミー賞独占をはじめ数々の映画賞に輝いた。配給収入は16億円で1996年の日本映画第2位を記録した。本作の人気を受け、日本では「時代遅れ」と思われがちであった社交ダンスが見直され新たなブームとなった。
世界19か国で公開され高い評価を得ており、アメリカ合衆国においては200万人を動員、興行収入は約950万ドルを記録し、当時のアニメ映画を除く米国での日本映画の興行収入記録を作った。アカデミー外国語映画賞のノミネートを有力視する声もあったが、日本映画代表の一本に選ばれなかったため叶わなかった。また日本国内でのテレビ放送がアメリカ合衆国での映画公開前だったため、当時のアカデミー賞のノミネート規定に抵触し、他の部門にエントリーする資格も得られなかった。
なおアメリカ公開版では、アメリカ合衆国における本作の配給を担当したミラマックスが「上映時間が2時間を超える作品はアメリカではヒットしない」と主張し、一時は独自編集版を公開しようと動くほどだった。最終的にミラマックスと周防の話し合いの結果、周防自らの編集により一部シーンがカットされ、上映時間が2時間以内（正確には1時間58分34秒）に収められた（またこの際、英語の字幕も差し替えられている）。周防はアメリカ映画版について、自著において「あくまでもアメリカであることを配慮した編集バージョンであるから、オリジナルを知る日本の方には観て欲しくない、というのが僕の本音である」と記している。
2004年にアメリカにて『Shall We Dance?』のタイトルで、リチャード・ギア、ジェニファー・ロペス、スーザン・サランドンらが出演するアメリカ版のリメイク作品が製作・公開された。

## ストーリー
東京のボタン会社の経理課長である杉山正平（役所広司）は妻の昌子（原日出子）、娘の千景（仲村綾乃）との三人暮らし。真面目な性格で遅くまで飲み歩くこともない。郊外に庭付きの家を買い、仕事にも家庭にも何の不満もないはずだが、心の奥には満ち足りない何かがあった。ある夜正平は、小さなダンス教室の窓辺に佇む女性（草刈民代）を電車の窓から見てその美しさに心を惹かれる。数日後、思い切ってそのダンス教室を訪れ、彼女がここのダンス講師であることを知ると、家族には内緒で社交ダンスを習い始める。
グループレッスンの指導はあこがれていた岸川舞ではなく、ベテランのたま子先生（草村礼子）の担当だったので当てが外れるが、同時に入会した服部（徳井優）や田中（田口浩正）と親しくなり、長年通っている高橋豊子（渡辺えり、当時は渡辺えり子）の押しの強さに圧倒されながらも、優しいたま子先生の指導を受けながら社交ダンスにのめり込んでいく。しかしある夜、舞を食事に誘うと、安易な気持ちでここに来てほしくないと厳しくたしなめられてしまう。
舞は世界大会にも出場した一流のダンサーだったが、今はこの小さなダンス教室の経営者である父（森山周一郎）に言われていやいや講師をしているのだった。
ある日、正平はダンス教室で会社の同僚の青木（竹中直人）と顔をあわせ、お互いに驚く。青木は会社では仕事のできない変わり者として部下にも馬鹿にされているが、誰にも内緒で続けているダンスには人一倍熱心。ただ人づきあいが下手でパートナーに恵まれない。
急に夫の帰宅が遅くなったことを心配した正平の妻は、三輪（柄本明）の探偵事務所を訪れて調査を依頼する。やがて夫がダンス教室に通っていることを知ると、浮気などではなかったことにほっとしながらも驚く。真面目な夫と社交ダンスが妻の心の中では結びつかない。
たま子先生の勧めで正平は豊子とペアを組み、東関東アマチュアスポーツ大会に出場することになり、その指導は舞が行うことになった。豊子に文句を言われながらも熱心に練習を続ける正平の姿に、舞の心の中にもダンスに対する情熱が蘇ってくる。
大会当日、正平は緊張しながらも見事なダンスを披露する。ところが観客席には、探偵の三輪に勧められ、正平には内緒で彼のダンスを見に来ていた妻と娘がいた。娘が思わずかけた声援によって家族が来ていることを知った正平はひどくうろたえる。しかもその直後、他のダンサーとぶつかるアクシデントでよろけた豊子を咄嗟に支えようとして衣装のスカートを踏み、それが破けてしまい、豊子に恥をかかせてしまい、ダンスも中断せざるを得なくなってしまう。
大会後、正平はダンスをやめようと決め、教室にも行かなくなっていた。ある日、正平の家を青木と豊子が訪問し、ダンスを続けてほしいこと、舞が教室を辞めて海外で再び社交ダンスをする決意をしたことを告げ、舞のお別れパーティーに出席してほしいと伝えて、舞からの手紙を正平に渡す。手紙には舞の過去のつらい経験と、正平と出会ってからの心境の変化が優しい言葉でつづられていた。
それでもダンスを再開する気持ちにならず、どこか機嫌の悪い正平はパーティー前夜、ダンスを続けて生き生きと過ごしてほしいと言う妻につい当たってしまうが、娘にかけられた言葉で我に返り、妻に謝罪する。
舞のお別れパーティーが始まった頃、会場に向かう決心がつかない正平はパチンコ店で時間を潰していた。しかし、帰宅するつもりで乗った電車からダンス教室を見上げると、窓には「Shall we ダンス?　杉山さん」というメッセージが貼られている。
パーティーが終わりに近づき、舞のラストダンスの相手を舞自身が選ぶことになったその瞬間、会場にスーツ姿の正平が現れる。舞は笑顔で正平に近づくと、「Shall we dance?」と声をかけるのだった。

## キャスト
杉山正平
演 - 役所広司

岸川舞
演 - 草刈民代

青木富夫
演 - 竹中直人
杉山の会社の同僚で独身。ドニー・バーンズにあこがれている。

高橋豊子
演 - 渡辺えり子
シングルマザーの中年女性ダンサー。大会出場の際、正平に亡夫のタキシードを貸す。

三輪徹
演 - 柄本明
三輪探偵事務所所長。昌子の依頼を受ける。

杉山昌子
演 - 原日出子
正平の妻。ある時期から杉山の帰りが毎週遅くなることや、休日の夫の服から女物の香水の匂いを感じ、不安になる。

杉山千景
演 - 仲村綾乃
正平と昌子の娘。中学生。

岸川良
演 - 森山周一郎
舞の父親。岸川ダンス教室の経営者にして元全日本チャンピオン。

服部藤吉
演 - 徳井優
正平と同じグループレッスン受講者。妻に誘われダンスを始める。小柄で講釈好き。

田中正浩
演 - 田口浩正
正平と同じグループレッスン受講者。医者に運動をすすめられ、ダンスを始める。

田村たま子
演 - 草村礼子
ダンス教師「たま子先生」。映画『王様と私』を見たことをきっかけにダンスを始めたベテラン。グループレッスンを担当する。

川合豊
演 - 池村太郎
ダンス教師。豊子の個人レッスンを担当。

服部房子
演 - 松阪隆子
服部の妻。彼のダンスパートナー。

服部秋子
演 - 原英美子
服部の姪。田中のダンスパートナー。

高橋和歌子
演 - 西野まり
豊子の娘。大学生。

小川鈴音
演 - 三澤理恵
青木に頼まれて引き受けていたパートナーだったが、すぐに解消する。

倉高健
演 - 宮坂ひろし
通称：マッチョ。青木のパートナーだったまりかと組む。大会で青木ペアを妨害し失格し、まりかに平手打ちを受ける。

北条まりか
演 - 河内ゆり
青木のパートナーだったが、「踊りが気持ち悪い」という理由を告げてペアを解消し、倉高に乗り換える。

金子貞二
演 - 井田国彦
正平の会社の経理課の部下。

本田久子
演 - 東城亜美枝
正平の会社の経理課の部下。

その他の経理課の部下
演 - 小形雄二、長沢ひろこ、下村敦子、名越志保、香川真沙紀、伊藤葉子、伊藤清道、藤原豊志、平山真一、峰野勝成

正平の会社の事務員
演 - よしきくりん

原口春子
演 - 石井トミコ
ダンスサークルで正平にダンスの相手を申し出る女性。

三好栄子
演 - 川村真樹
ダンスサークルで田中にダンスの相手を申し出る女性。

間宮文子
演 - 野間洋子
ダンスサークルで服部と踊った女性。

岸川恵子
演 - 香川京子
舞の母親。2年前に他界している。

熊田寅吉
演 - 上田耕一
舞の生徒。豊子曰く「舞目当て」とのこと。

坂本忠
演 - 代田勝久
舞の生徒。

斎藤慎二
演 - 篠田薫
たま子の生徒。

ダンス教室の生徒
演 - 大貫花子

階段ですれ違う女
演 - 久保田寧子

岡田時彦
演 - 田中英和
舞の元パートナー。

岸川陽子
演 - 田中陽子
舞のいとこ。

鈴木奈美
演 - 木原みずえ
ダンス教室アシスタント。

小松亜矢
演 - 畠山明子
三輪探偵事務所デスク。

平山真一
演 - 峰野勝成
三輪探偵事務所所員。三輪の助手。

山田
演 - 佐藤恒治
豊子の配達先の花屋の若旦那。

川内尚子
演 - 馬渕英里何
ダンスショップの女性店員。

ダンスショップ女性店員
演 - 飯田晃子

スーパーマーケット主任
演 - 高橋克美

木本弘雅
演 - 本木雅弘
トップクラスのダンサー。かつての舞の元パートナー。

歌姫ナツコ
演 - 清水美砂
ダンスホールの歌手。

マンボの鉄
演 - 橋本一成
ダンスホールの参加者。

ダンスホールの参加者
演 - 宝井誠明

ブルースの丈
演 - 片岡五郎
ダンスホールの参加者。

ジルバの浜
演 - 石山雄大
ダンスホールの参加者。

杉浦
演 - 大杉漣
ダンスホールのフロアダンスマネージャー。

西鷹
演 - 鷹西美佳
ダンスホールのダンス教師。

ホールの客
演 - 中川謙二

ホールのダンスバンド リーダー
演 - パラダイス山元

ホールのダンスバンド
演 - 東京ラテンムードデラックス

ホールのダンスバンド
演 - 園田ルリ子

ダンス競技会のアナウンサー
演 - 竹村孝

さよならパーティー司会者
演 - 本田博太郎

特別講師・石田プロ
演 - 岩田利典

子供時代の舞
演 - 菅田貴恵

## スタッフ
- 周防正行：監督・脚本・原案
- 徳間康快：製作総指揮
- 加藤博之、漆戸靖治、大野茂、五十嵐一弘：製作者
- 池田哲也：チーフプロデューサー
- 桝井省志、小形雄二：プロデューサー
- 栢野直樹：撮影
- 菊池純一：編集
- 周防義和：音楽
- わたりとしお：ダンス演出・振付
- アルタミラピクチャーズ：製作プロダクション

## 主題歌
- 大貫妙子「Shall we dance?」（作詞: Oscar Hammerstein II / 作曲: Richard Rodgers / 編曲：周防義和）
  - ミュージカル『王様と私』使用楽曲のカバー。1997年5月にリリースされた大貫のシングル「Happy-go-Lucky」のカップリング曲として収録された。
  - 2020年2月14日から、映画の撮影が行われた角川大映スタジオの最寄り駅である京王電鉄相模原線の京王多摩川駅で、本曲が接近メロディとして採用された[5]。なお、これは京王電鉄と調布市の地域活性化事業「映画のまち調布」とのタイアップによるもので[5][6]、同日より同じ調布市内にある京王線の布田駅でも、接近メロディに映画主題歌（いつでも夢を[注 2]）が採用されている[5]。

## 制作

### 企画
周防はある日、とある駅そばの雑居ビルのダンス教室を目にしたことがきっかけで、社交ダンスを題材にした映画を作ることを決めた。周防は後日、映画を観る人に「勇気を持って一歩を踏み出すことで新しい世界と出会える」という気持ちを持ってもらうつもりで本作の制作を始めた。その思いを込めたシーンが、冒頭の正平が水たまりを踏む場面である。
制作の前に周防が社交ダンス教室で取材し、ダンスを習っている人たちに始めた理由を尋ねた。すると、ほとんどの人は“社交ダンスをやってみたい”とは言わず、「健康のため」などと恥ずかしそうに答えたという。またこの取材時に、周防は「誰かとダンスすること、パートナーに身を任せることは素敵で、普遍的な魅力がある」との考えが生まれた。
制作初期の時点で、周防はエンディングの映像を決めており「ジャンルは違えど、世界中のダンスには同じ喜びがある」という想いを込めている。ただし、「当時の技術では自然な感じでブラックプールに切り替えられなかった」としている。
周防が以前から小津安二郎監督を敬愛していたことから、本作は小津にちなんだものがいくつか起用されている。本作は、小津が中年サラリーマンの不倫から始まる物語を描いた映画『早春』（1956年）を下敷きにしている。このため、役所演じる杉山正平の名は、同作で池部良演じる中年サラリーマン・杉山正ニ役にちなんで付けられた。また、竹中演じる青木富夫の名は、小津作品『突貫小僧』などで知られる名子役の青木富夫からそのまま拝借した。さらに「小津作品に関わりのある役者に出てほしい」との思いから、小津作品（1953年の映画『東京物語』）に出演した香川京子に、本作の舞の母親役として出演を依頼した。

### キャスティング
本作の配役を決める前に周防がダンスホールを見学に行った際、「ちょっとユニークなおじさん・おばさんたちが集まっている」という印象を受けたことから、周防の中でまず竹中直人と渡辺えり子が浮かびそのままオファーされた。この時、周防の中では主役以外の周りの役はある程度イメージできたが、肝心の主役候補（杉山正平と岸川舞）は全く思い浮かばなかった。
後日正平役についてプロデューサーから「役所広司さんでどうですか？」と案を出されたが、周防は「この役にはカッコ良すぎる」と否定的だった。プロデューサーからとりあえず役所と会うことを勧められ、役所の事務所に会う約束をして周防が事務所のエレベーターに乗ると後からダサい感じのおじさんが乗ってきた。それが偶然乗り合わせた役所で、周防は“休日のサラリーマンオヤジ”みたいな彼の姿を気に入りオファーを決めた。
主演の女役について周防が必要な要素と考えたのが、「ダンスを踊れること」と最も大事なのが「中年サラリーマンがその女性を見て『素敵だな』と思う反面『とてもじゃないが近寄れない』という雰囲気を持った女性であること」だった。このイメージに合いそうな人をプロデューサーに何人かリストアップしてもらい、周防がその中の1人だった草刈民代に会うと「この近寄りがたさは役にピッタリ！」と思い、起用を即決した。
当時バレリーナとして活躍していた草刈は、本作の出演を依頼された際出演を断ろうとした。しかしダンスを題材にした作品なため周りの多くの人に勧められ、シノプシス（あらすじ）を読んで周防の描きたいことや岸川舞の設定などを気に入り出演を決めた。
主人公とヒロインのキャスティング決定直後、周防は周りから「役所と草刈という弱いキャストで社交ダンスの映画なんて大丈夫か？」と言われることもあった。しかし公開後、彼らの予想に反して先述の通り本作は大ヒットし、周防を始めとする出演者・スタッフは高い評価を得ることとなった。

### 撮影

#### 草刈民代
草刈は、撮影開始時に周防から「とりあえず台詞は棒読みで」と指示され、本番に臨んだ。中盤で舞が父に怒りをぶつけるシーンでは、草刈の考えで20代のダンサーが内に秘めるエネルギーを表現した。作中で舞は、それまで感情を表に出さなかったため、インパクトあるシーンとなった。
表情に関しては、舞が初めて正平に挨拶をするシーンで自然と笑顔になった所、周防からNGを出された。その際、周防から「舞の冷たい感じを出すため、無表情に徹してほしい」と告げられた。その後舞は正平たちとの交流を通じて信頼することの大切さや舞踏の本質を知り内面も変わっていく。草刈は後年、「舞のこの様子にリアリティを感じて役に没入することができました。ダンサーとしてとても共感しました」と語っている。
女優として素人だったため、撮影中は役者同士の芝居の流れに身を委ねるということに苦労した。また、舞がブラックプールでの苦い思い出を回想するシーンでは、涙を流す演出は台本になかった。これは、撮影時に草刈自身の過去の苦い体験（内容は不明）を思い出してしまい、思わず涙したのがOKテイクとして採用された。

#### 役所広司
社交ダンス未経験だった役所は、本作の撮影前に3ヶ月ほどダンスの特訓を受けてから本番に臨んだ。このため、撮影開始時点で後半の競技ダンスを演じられる実力は既に身に付いており、前半のたどたどしいダンスは全て演技である。ちなみに周防が後日聞いた話では、役所は当初横分けの髪型で演じることに抵抗があったとのこと。

#### 竹中直人
周防によると、「一緒に仕事をするまで竹中直人という俳優が好きじゃなかった」としている。それまで竹中について、“監督の意図を無視する自分勝手な芝居をする俳優”と思っていた。しかし周防が初めて竹中と仕事をした所、彼が役の意味を完全に理解し、ハチャメチャに見えて実は計算して演技をするタイプの役者だと気づいた。
本作の撮影中、多忙だった竹中はダンスの練習時間が中々取れず、練習嫌いだったこともあり俳優陣の中で一番踊れていなかった。そこで周防は、作中で青木が心酔するドニー・バーンズのダンスビデオを竹中に見せた所、本番ではドニー青木になりきって見事に踊ることができたという。

#### その他撮影
ダンスシーンの撮影には、直径80cmほどの筒の下に全方向に動く車輪をつけた台車「難局2号」を用いられた。これにカメラを乗せ、曲に合わせてカメラマンが台車を動かした。「難局2号」の活躍により出演者たちの複雑なダンスをダイナミックに撮影することができ、重宝した。

## ロケ地
- 「岸川ダンス教室」
  - 西武鉄道池袋線江古田駅[注 13]の南口前のビル内にあった小劇場「STORE HOUSE」で行われた[7][9]。この小劇場は、公開からしばらくしてビルごと建て替えのため取り壊され[7]、2024年現在は4階建てのテナントビルになっており、1階には調剤薬局が入っている。駅名は劇中では「コウナガ」と車内放送されている。映画評論家の田沼雄一が、取り壊される前、公開半年も満たない時期に当地を訪れ『続・映画を旅する』に記事が載る[9]。同書の10–11頁に撮影が行われたビルの写真が載り、右手のマクドナルドのビルは建て替えられたが、マクドナルドのお店は同じ位置にあり、左手の「ファッションパークBeBe」は2024年現在もビルがそのまま残っており[9]、撮影が行われたビルはこの間にあった[9]。車窓、駅のフォームから間近に眺められる駅前ビルはそうざらにあるものではなく、スタッフは都内の各鉄道沿線の駅前ビルを相当数探し回ったという[9]。内部の撮影はここでは行われず、撮影は4日間で終わった[9]。以降、ビルが取り壊されるまで、映画を観て感動した熟年層のファンや若い女性が探し出してよく訪れて来たという[9]。その他、ダンス教室に通う杉山らが帰りに居酒屋に入る場面など、一部江古田で撮影が行われた[9]。
- 正平の自宅最寄り駅
  - 西武鉄道池袋線狭山ヶ丘駅（正平曰く「所沢の先の方」）
- 正平の自宅付近にありダンスを練習する公園
  - 白井木戸公園（北総鉄道北総線白井駅の南西）
- ダンスホール
  - 大阪市北区梅田のダンスホール「ワールド」。本作撮影時、日本に残っていた数少ないダンスホールの一つであったが、2001年1月31日に閉館。
  - 東京都千代田区有楽町のダンスホール「東宝ダンスホール」。2019年11月末日をもって閉館。
- ブラックプールのホール
  - イングランドのブラックプールタワーにあるボールルーム。ブラックプールダンスフェスティバルの会場となるウィンターガーデン（英語版）のボールルーム（英語版）ではない。ドレスコードに従い、スタッフはタキシード着用で撮影に臨んだ。

## 受賞歴
- 第20回日本アカデミー賞[10]
  - 最優秀作品賞
  - 最優秀監督賞：周防正行
  - 最優秀脚本賞：周防正行
  - 最優秀主演男優賞：役所広司
  - 最優秀主演女優賞：草刈民代
  - 最優秀助演男優賞：竹中直人
  - 最優秀助演女優賞：渡辺えり子
  - *最優秀音楽賞：周防義和
  - 最優秀撮影賞：栢野直樹
  - 最優秀照明賞：長田達也
  - 最優秀美術賞：部谷京子
  - 最優秀録音賞：米山靖
  - 最優秀編集賞：菊池純一
  - 新人俳優賞：草刈民代
- 第70回キネマ旬報ベスト・テン
  - 日本映画部門：第1位
  - 読者選出日本映画ベスト・テン：第1位
  - 脚本賞：周防正行
  - 主演男優賞：役所広司
  - 助演女優賞：草村礼子
  - 新人女優賞：草刈民代
  - 読者選出日本映画監督賞：周防正行
- 第51回毎日映画コンクール
  - 日本映画大賞
  - 日本映画ファン賞
  - 男優主演賞：役所広司（『眠る男』、『シャブ極道』と合わせての受賞）
  - 女優助演賞：草村礼子
  - 監督賞：周防正行
  - 脚本賞：周防正行
- 第9回日刊スポーツ映画大賞
  - 作品賞
  - 主演男優賞：役所広司（『眠る男』、『シャブ極道』と合わせての受賞）
  - 助演女優賞：草村礼子
- 第21回報知映画賞
  - 作品賞
  - 主演男優賞：役所広司（『眠る男』、『シャブ極道』と合わせての受賞）
  - 助演女優賞：渡辺えり子
- 第39回ブルーリボン賞
  - 主演男優賞：役所広司（『眠る男』、『シャブ極道』と合わせての受賞）
- 第18回ヨコハマ映画祭
  - 日本映画ベストテン：第2位
  - 監督賞：周防正行
  - 主演男優賞：役所広司（『眠る男』、『シャブ極道』と合わせての受賞）
  - 助演女優賞 草村礼子
  - 最優秀新人賞：草刈民代
- クリティクス・チョイス・ムービー・アワード 外国語映画賞（1997年）
- ナショナル・ボード・オブ・レビュー賞 外国語映画賞（1997年）

### エピソード
本作の公開後周防がアメリカに行った際、とある現地人から本作について「主人公は妻がいるのに、ダンスパーティーに一人で行くなんてありえない」との意見を聞き、文化の違いを痛感したという。

## ダンス振付の著作権をめぐる訴訟
本作で振付を担当したわたりとしおは、映画の二次媒体での利用は振付の著作権を侵害しているとして、2008年4月に角川映画（現・KADOKAWA）を相手取り、損害賠償を求める訴えを東京地方裁判所に起こした。2012年2月、東京地裁は振付の著作権を認めず、原告の請求を退ける判決を下した。

## 地上波放送履歴
全て日本テレビ系「金曜ロードショー」での放送。
| 回数  | 放送日        | 備考                                                |
| ----- | ------------- | --------------------------------------------------- |
| 初回  | 1997年3月28日 | 地上波初放送。 この回をもって水野晴郎が番組を降板。 |
| 2回目 | 1999年2月19日 |                                                     |
| 3回目 | 2001年2月2日  |                                                     |
| 4回目 | 2004年1月23日 |                                                     |
| 5回目 | 2005年5月6日  | リメイク版の日本公開を記念して放送。                |
| 6回目 | 2006年3月24日 |                                                     |